# Audit
Sub aspectul concepției și accepțiunii sale generale, auditul se tratează ca o manifestare de control al corectitudinii și analiza performanțelor financiare pornind de la ceea ce reflectă conturile și sintezele contabile, fapt pentru care International Accounting Standard a constituit baza de fundamentare a Normelor Internaționale de Audit de către organismele specializate ale Uniunii Europene, Comité Règlementaire de l’audit luând în considerare cele mai notabile realizări economice obținute sau situația financiară globală la un moment dat, comparate cu situațiile ideale,cu speranța şi cu perspectiva.

## Conținutul fundamental al auditului
Conform Regulamentului Financiar aplicabil bugetului general al Comunității Economice Europene nr.1605/2002 , Directiva a Opta a Consiliului nr.84/253/EEC și Recomandarea 2001/256/EEC,  auditul reprezintă părerea unui specialist autorizat de o anume organizație profesională,cu privire la  starea economică generală a unei companii,firme sau autorități instituționale așa cum este redată ea în sintezele contabile, în conturi, bilanțuri și fluxurile de trezorerie; ca,la rândul lor acestea redau o imagine fidelă a realității situate pe o anume scară a performanței comparativ cu piața, cu  realizările de vârf și rezultatele așteptate de posesorii capitalului/patrimoniului  -  iar toate acestea sunt consemnate într-un raport întocmit sub responsabilitatea auditorului. 
Dar acesta este un audit punctual asupra situației economico-financiare generale a unei entități persoane juridice, de regulă mari corporații, neținând seama de faptul că mai sunt și alte entități precum firme, societăți și mai ales instituțiile și domeniul public, în general, insă și domeniul corporativ mai este interesat de alte studii și analize precum piața, personalul, consumurile, inventica și multe alte domenii.
Viața ne-a învățat că atunci când cineva sau ceva este „bun” sau „foarte bun” întotdeauna comparația se face cu un etalon de excepție, cu o aspirație tehnică și profesională, cu o speranță de mai bine spre care aspirăm cu toții și atunci nu suntem interesați să evităm nici un alt aspect ce privește, direct sau colateral, societatea.
Poate încă destul de limitat,dar cel puțin acesta este domeniul de la care se poate îndrăzni definirea auditului. Se înțelege deci că auditul este o măsură a performanței ,fapt pentru care,prin audit, în general, se înțelege examinarea profesională a unei informații în vederea exprimării unei aprecieri responsabile și independente prin raportarea la un criteriu (standard, normă) de calitate. Dar obiectivul oricărui tip de audit îl mai constituie și asigurarea calității și corectitudinii informațiilor concomitent cu îmbunătățirea utilizării acestora spre a obține maximum de performanțe.
Deci,elementele principale care definesc auditul se referă,în consecință, la: 
- examinarea unei informații care trebuie să fie exclusiv o examinare profesională;
- scopul examinării unei informații este acela de a exprima o evaluare a acesteia;
- aprecierea exprimată asupra unei informații trebuie să fie responsabilă și independentă, ceea ce presupune că persoana care face această examinare are anumite responsabilități pentru activitatea sa și trebuie să fie o persoană independentă;
- examinarea trebuie să se facă nu oricum ci după anumite reguli dinainte stabilite, cuprinse într-un standard sau normă legală sau profesională care constituie criteriu de calitate.

Oricum, cel mai important element care nu trebuie uitat se referă la faptul că expresia audit a apărut, pentru prima dată, în limba latină și apoi în  franceză, și înseamnă, (tradus ex-abrupto), ascultarea conturilor; deci, auditul a fost încă de la început financiar, adică efectuat pe baza situațiilor financiare, acolo unde se află conturile contabile ,dar apoi s-a extins pretutindeni unde a fost nevoie de prezența lui, inclusiv prin combinare cu analiza, controlul, studii comparate,etc. ()
Astăzi, Regulamentului Financiar aplicabil bugetului general al Comunității Economice Europene nr.1605/2002 , Directiva a Opta a Consiliului nr.84/253/EEC și Recomandarea 2001/256/EEC, definesc auditul într-un singur fel: „auditul reprezintă examinarea situatiilor financiare și a raportarilor contabile ale unei companii, societăți, firme sau instituții și consemnarea rezultatelor în cadrul unui raport care certifică dacă în opinia auditorilor, raportarile contabile examinate reflectă în mod real situația financiară a companiei sau a altei entități similare”. 
În concluzie, înainte de toate a fost auditul financiar, apoi au mai apărut diverse alte semnificații, cu oarecare puncte de legatură comune, pentru ca, în cele din urmă, să se simtă nevoia formulării unei definiții generice a acestuia. Tocmai de aceasta, nu trecem prea ușor peste auditul financiar mai ales că acesta a rămas forma coordonatoare, de referință, după regulile căruia se aliniază toate formele de audit (așa cum veți vedea mai departe, chiar și în țara aceasta normele generale de audit sunt elaborate de Camera Auditorilor Financiari din Romania și sunt criterii de referință pentru orice activitate de audit).

## Auditul financiar și auditul statutar
Semnificația auditului financiar: când este vorba de „audit financiar care conduce la certificarea situațiilor financiare”, sigur este vorba de o parte din auditul legal, controlul legal sau orice manifestare profesionistă prin care o persoană pricepută și îndreptățită își exprimă un punct de vedere autorizat asupra situatiei financiare a unei firme, companii, instituții, etc., așa cum rezultă din bilanțul contabil și însoțitoarele lui care formează completul situațiilor financiare. Denumirea simplă de „audit financiar” poate fi folosită  și pentru a desemna numeroase alte misiuni ca, de exemplu: 
- auditul financiar al procedurilor informatizate de ținere a contabilității;
- auditul financiar al operațiunilor de schimb pentru a verifica prezentarea regulamentară a acestora în situațiile financiare;
- auditul financiar al contabilizării cheltuielilor sociale pentru a verifica respectarea legislației sociale;
- auditul financiar asupra situației fiscale;
- auditul financiar asupra conturilor de clienți pentru a verifica dacă evaluarea creanțelor îndoielnice s-a făcut de o manieră prudentă etc.

Altfel spus, orice analiză, orice control, orice verificare și orice studiu asupra unei secțiuni sau a unei părți din contabilitate sau din situațiile financiare ale unei entități poate fi calificată ca “audit financiar”.O misiune de audit financiar poate fi prealabilă unei misiuni de audit operațional sau unei misiuni de audit de gestiune, în același timp înțelegându-se  că sintagma “audit financiar” este cea care definește perfect misiunea auditului,cel puțin în accepțiunea clară din limba română. 
Având în vedere că noțiunea fermă de „audit financiar”s-a extins nejustificat până la bagatelizare, s-a introdus o altă accepțiune, și anume cea de „audit statutar” prin care
se înțelege examinarea efectuată de un profesionist contabil competent și independent (membru al Camerei Auditorilor Financiari din România – și numit de aceasta auditor statutar – adică are un anume statut), asupra situațiilor financiare ale unei entități în vederea exprimării unei decizii motivate asupra imaginii fidele, clare și complete a poziției și situației financiare precum și a rezultatelor (performanțelor) obținute de aceasta. Altfel spus, auditul statutar este auditul financiar efectuat de auditori statutari care examinează și certifică în totalitatea lor situațiile financiare, potrivit normelor de audit, inclusiv activități și operații specifice entității auditate, în virtutea unor dispoziții legale (legea contabilității, legea societăților comerciale, legea piețelor de capital etc.), ca urmare a mandatului primit din partea conducerii supreme a unității (proprietarii capitalului, fondului public, autorității publice). 
Deci auditul financiar se poate efectua de :
- un auditor autorizat(statutar) extern si independent,membru al C.A.F.R . iar acesta este „auditul  statutar”;
- o persoană oarecare (în general pregătită în acest scop),care este angajata respectivei entități (deci nu este independenta), nu este membra C.A.F.R. decât întâmplător (și deci mai puțin supusă restrictiilor de profesionalitate). Aceștia sunt cei care efectuează auditul public intern, auditul intern al entităților economice sau...orice altă lucrare catalogată în reglementările respectivei persoane juridice ca „lucrare de audit”.

Mai există și controlul Curții de conturi asupra instituțiilor publice în legătură cu execuția de casă și utilizarea resurselor bugetare.El este un control extern, indepedent, profesionist , care de vreo doi ani a început să se numeascp „audit” și încă „audit extern guvernamental”cu toate că este totuși un control post-factum mai cuprinzator și se supune reglementarilor proprii(foarte clare si ferme) și nu Standardelor internaționale sau interne de audit. Așa se face că dintr-un astfel de audit al Curții de conturi asupra unei companii sau corporații care nu are legătură cu bugetul de stat (decât,eventual, că varsă impozite) nu știu ce ar rezulta.
Directiva 2006/43/CE din17 mai 2006 a Parlamentului European dar si Ordonanta de Urgență nr.90 din 24 iunie 2008 ,la art.1 definesc auditul statutar ca reprezentând „ auditul situațiilor financiare anuale sau al situațiilor financiare anuale consolidate, așa cum este prevăzut de legislația comunitară, transpusă în reglementarile naționale”.
Revenind la conceptul de audit statutar, pentru întregirea definirii lui, credem cî ar trebui menționate și elementele sale de bază, care sunt:
- auditul statutar se efectuiaza numai de un profesionist competent și independent care poate fi o persoană fizică sau persoană juridică , membru al Camerei Auditorilor Financiari din România (auditor statutar);
- obiectul examinării efectuată de profesionistul contabil îl constituie situațiile financiare ale entității, în totalitatea lor: bilanț, cont de profit și pierdere și celelalte componente ale situațiilor financiare , inclusiv situatiile financiare consolidate;
- scopul examinării: exprimarea unei opinii motivate cu privire la imaginea fidelă, clară și completă a poziției financiare (patrimoniului), a situației financiare și a rezultatelor obținute de entitatea auditată;
- criteriul de calitate în funcție de care se face examinarea și se exprimă opinia îl constituie standardele (normele) de audit și standardele (normele) contabile.

Orice definiție a auditului statutar trebuie să țină cont de nevoile și așteptările utilizatorilor, în măsura în care acestea sunt rezonabile, precum și de capacitatea auditorului statutar de a răspunde la aceste nevoi și așteptări.Publicul se așteaptă ca auditorul statutar să joace un rol în protejarea intereselor sale, prin oferirea unei reasigurări referitoare la: 
- acuratețea declarațiilor financiare;
- continuitatea exploatării și solvabilitatea firmei;
- existența unor fraude;
- respectarea de către firmă a obligațiilor sale legale;
- comportamentul responsabil al firmei față de problemele legate de mediu și probleme sociale.

Perfecționarea continuă a auditul financiar (și implicit statutar) constituie o preocupare de mare actualitate a Uniunii Europene întrucât se consideră că o contabilitate modernă într-un tandem cu un audit pe măsură pot fi cele mai eficiente arme împotriva marilor ”tunuri” care au destabilizat economia unor mari corporații, apoi mari state, cu repercusiuni asupra întregii economii mondiale. Tocmai de aceea, Comunitatea Europeana a elaborate noi Standarde internaționale care cuprind norme, reguli, principii dar și restrictii cu privire la auditul statutar (Directiva Consiliului privind auditul statutar nr.78/660/CEE  si 83/349/CEE din 9 iunie 2006), considerându-se că diverse alte tipuri de audit, inclusiv cel financiar (neefectuat de un auditor statutar) ori tin de management, ori nu au un continut delimitat în clar, sau organul superior de conducere a respectivei entități are dreptul să-și elaboreze norme și reguli proprii.
De altfel, O.U.G. nr.90/2008, pentru ca totul să fie foarte clar, prevede la art 82 ca „toate referirile la „audit financiar” existente în legislația emisă anterior se vor citi cu referiri la „audit statutar”.

## Standarde contabile și de audit
În auditul situațiilor financiare ale unei entități (indiferent că este vorba de audit statutar sau orice fel de audit financiar) sunt folosite două categorii de norme de referință: norme contabile și norme de audit. 
Normele (standarde) contabile sunt stabilite de organismele de reglementare din domeniul contabilității care sunt, de regulă, organisme de interes public, autonome. Normele contabile sunt comune și obligatorii pentru toți cei care stabilesc, controlează și utilizează situațiile financiare. Entitățile care au obligația de a stabili situații financiare sunt cele prevăzute la art. 1 din Legea contabilității nr.82/1991. Cei care controlează sunt prevăzuți prin legislația fiecărei țări (auditori, cenzori) și au ca referință în activitatea lor normele contabile. Situațiile financiare sunt destinate să satisfacă nevoile comune de informații ale unei game largi de utilizatori. Pentru mulți utilizatori aceste situații financiare constituie singura sursă de informații complementare care să le satisfacă nevoile. Aceste situații financiare trebuie să fie stabilite potrivit uneia sau mai multora din referințele următoare: 
- standarde internaționale de raportare financiară;
- standarde sau norme contabile naționale;
- alte referințe contabile bine precizate și recunoscute, aplicate pentru elaborarea și prezentarea situațiilor financiare.

Normele contabile internaționale sunt stabilite de IASCF (Fundația Comitetului pentru Standarde Internaționale de Contabilitate) și sunt denumite generic Standardele Internaționale de Raportare Financiară (IFRS) care cuprind: 
- standardele Internaționale de Raportare Financiară emise de IASB (IFRS);
- standardele Internaționale de Contabilitate (IAS);
- standardele de interpretare emise de SIC sau IFRIC;
- alte documente emise de IASB, SIC sau IFRIC.

Normele (standardele) generale de audit reprezintă un ansamblu de reguli definite de o autoritate profesională la care se referă auditorul pentru calificarea muncii sale. Acestea pot fi: *Standardele Internaționale de Audit (ISA), 
- Practicile Internaționale de Audit (IAPS),
- Standardele Internaționale privind Angajamentele de Revizuire (ISRE),
- Standardele Internaționale privind Angajamentele de Asigurare (ISAE),
- Standardele Internaționale pentru Misiuni Conexe (ISRS) emise de Consiliul pentru Standarde de Audit și Asigurări (IAASB) din cadrul Federției Internaționale a Contabililor (IFAC),
- Normele naționale emise de un organism profesional recunoscut ca fiind autoritate în domeniu.

Normele de audit permit terților să aibă asigurarea că opinia auditorului va fi emisă în funcție de criterii de calitate omogene; ele permit însă și auditorului să definească scopurile pe care le are de atins prin punerea în lucru a celor mai potrivite tehnici. Normele de audit se clasifică în trei categorii, acoperind întreaga activitate a auditorului: 
- norme profesionale de lucru;
- norme de raportare;
- norme generale de comportament.

Chiar dacă auditul financiar al unei entități oarecare nu este un audit statutar (deci este nestatutar), dacă vrea să poarte acest nume, atunci el tot trebuie să respecte sistemul de norme și standarde ,în alte condiții rămânând o anume lucrare făcută pe răspunderea celui care a angajat-o și cu valoarea recunoscută tot de acesta.

## Auditul public intern
Despre audit, în general, se discută foarte mult, în cunoștință sau necunoștință de cauză; dar pentru a fi mai clari, să vedem cum poate fi definit auditul public intern:
1.AUDITUL. Din definiția de mai înainte aflăm ce este auditul, adică examinarea profesională a unei informații în vederea exprimării unei opinii responsabile și independente prin raportarea la un criteriu (standard, normă) de calitate. Mai rămâne sfera de cuprindere a acestui audit, care, în cazul nostru de referință este definit de lege și mai poate fi extins în funcție de necesități, de la un caz punctual la altul.
2.PUBLIC. Dacă auditul se exercită asupra unei instituții publice de orice fel, inclusiv asupra unor entități economice subordonate acestora sau cu capial majoritar public sau oricine altcineva care utilizează fonduri publice (de la bugetul de stat, din finantari comunitare,etc), atunci se zice că e vorba de un audit public.
3.INTERN. Continuând restricționarea, mai adăugăm și faptul că dacă auditul asupra unei instituții publice este exercitat de o persoană angajată sau un compartiment subordonat conducătorului entității controlate (deci din interiorul sistemului) sau organului ierarhic superior acesteia, atunci, evident ca auditul public este și intern.
Cu toate că Legea nr.672/19.12.2002 statuează cam ce menire are auditul public intern,inclusiv trecând asupra acestuia numeroase obiective ale controlului economic, financiar sau chiar managerial, lucrurile nu se schimbă cu nimic. Definiția în cauză sună astfel: „auditul public intern reprezintă activitatea funcțional independentă și obiectivă, care dă asigurări și consiliere conducerii pentru buna administrare a veniturilor și cheltuielilor publice, perfecționând activitățile entității publice; ajută entitatea publică să își îndeplinească obiectivele printr-o abordare sistematică și metodică, care evaluează și îmbunătățește eficiența și eficacitatea sistemului de conducere bazat pe gestiunea riscului, a controlului și a proceselor de administrare”.    
Dacă obiectul desfășurării și organizării auditului este o entitate/instituție publică ,atunci auditul acestuia a fost denumit (prin legea specifică), audit public intern . Aceasta este un aranjament al  ministerului finantelor și guvernarii,prin care s-a creat cadrul ca auditor public să fie și un slujitor politic fără o calificare corespunzatoare si care stie doar sa ajungă întotdeauna la aceeasi concluzie cu șeful (legea spune că auditor public intern poate fi și unul care are studii medii și o practică de 3 ani; nu se specifică ce fel de studii medii: economice, de pictură, de alimentație publică, de protecția vânatului), la fel cum nu se specifică ce fel de practică: pedagogică, amenajari funciare, sau cine știe, poate chiar și la partid?). În schimb, au acționat toți, și angajatorul și angajatul, ca personajul acesta să devină functionar public, promovându-se unul pe altul, că așa vor deveni mai inteligenți (nu și independenți, fiindcă independența se câștigă prin performanță).
Instituțiile publice se auditează în „cercul lor intern”, peste care mai intervine, la anumite nivele și cu obiective limitate, auditul guvernamental și cam atât. Instituțiile publice nu sunt supuse auditului  extern (decât dacă o autoritate comandă și plătește lucrarea), pentru că auditul acesta este statutar și nu poate fi exercitat decât de un auditor autorizat (statutar) membru al Camerei Auditorilor Financiari din România, care are dumnezeul lui și standardele lui, (ba are chiar și restricționări suplimentare specifice dacă efectuează auditul statutar asupra situațiilor financiare ale unei entități publice).

Conform Legii 672 /2002 (art.11) , auditul public intern are mai multe forme, între care delimitările nu trebuiesc neaparat „trasate cu creionul” : 
a) auditul de sistem, care reprezintă o evaluare de profunzime a sistemelor de conducere și control intern, cu scopul de a stabili dacă acestea funcționează economic, eficace și eficient, pentru identificarea deficiențelor și formularea de recomandări pentru corectarea acestora; 
b) auditul performanței, care examinează dacă criteriile stabilite pentru implementarea obiectivelor și sarcinilor entității publice sunt corecte pentru evaluarea rezultatelor și apreciază dacă rezultatele sunt conforme cu obiectivele; 
c) auditul de regularitate, care reprezintă examinarea acțiunilor asupra efectelor financiare pe seama fondurilor publice sau a patrimoniului public, sub aspectul respectării ansamblului principiilor, regulilor procedurale și metodologice care le sunt aplicabile. 

Auditul public intern se exercită asupra tuturor activităților desfășurate într-o entitate publică, inclusiv asupra activităților entităților subordonate, cu privire la formarea și utilizarea fondurilor publice, precum și la administrarea patrimoniului public. 
Dacă vorbim de auditul public intern trebuie să ținem seama și de alte seturi de elemente, îndeosebi cu caracter organizatoric, și anume:

(1) Obiectivele auditului public intern,care sunt: 
a) asigurarea obiectivă și consilierea, destinate să îmbunătățească sistemele și activitățile entității publice; 
b) sprijinirea îndeplinirii obiectivelor entității publice printr-o abordare sistematică și metodică, prin care se evaluează și se îmbunătățește eficacitatea sistemului de conducere bazat pe gestiunea riscului, a controlului și a proceselor administrării. 

(2) Sfera auditului public intern,care cuprinde: 
a) activitățile financiare sau cu implicații financiare desfășurate de entitatea publică din momentul constituirii angajamentelor până la utilizarea fondurilor de către beneficiarii finali, inclusiv a fondurilor provenite din asistență externă; 
b) constituirea veniturilor publice, respectiv autorizarea și stabilirea titlurilor de creanță, precum și a facilităților acordate la încasarea acestora; 
c) administrarea patrimoniului public, precum și vânzarea, gajarea, concesionarea sau închirierea de bunuri din domeniul privat/public al statului ori al unităților administrativ-teritoriale; 
d) sistemele de management financiar și control, inclusiv contabilitatea și sistemele informatice aferente. 

(3) Auditul public intern functioneaza sub forma unui compartiment specializat,care se organizeaza,dupa cum prevede Legea,in felul urmator:
a) conducătorul instituției publice sau, în cazul altor entități publice, organul de conducere colectivă are obligația instituirii cadrului organizatoric și funcțional necesar desfășurării activității de audit public intern; 
b) la instituțiile publice mici, care nu sunt subordonate altor entități publice, auditul public intern se limitează la auditul de regularitate și se efectuează de către compartimentele de audit public intern ale Ministerului Finanțelor Publice; 
c) conducătorul entității publice subordonate poate stabili și menține un compartiment funcțional de audit public intern, cu acordul entității publice de la nivelul ierarhic imediat superior, iar dacă acest compartiment nu se înființează, auditul entității respective se efectuează de către compartimentul de audit public intern al entității publice de la nivelul ierarhic imediat superior. 

Compartimentul de audit public intern se constituie în subordinea directă a conducerii entității publice și, prin atribuțiile sale, nu trebuie să fie implicat în elaborarea procedurilor de control intern și în desfășurarea activităților supuse auditului public intern. 

(4) Pe lângă sarcinile punctuale sau colaterale pe care le poate primi la un moment dat în interesul organizației instituționale din care face parte,compartimentul(comitetul) de audit public intern are următoarele atribuții punctuale :
a) elaborează norme metodologice specifice entității publice în care își desfășoară activitatea, cu avizul UCAAPI sau al organului ierarhic superior, în cazul entităților publice subordonate; 
b) elaborează proiectul planului anual de audit public intern; 
c) efectuează activități de audit public intern pentru a evalua dacă sistemele de management financiar și control ale entității publice sunt transparente și sunt conforme cu normele de legalitate, regularitate, economicitate, eficiență și eficacitate; 
d) informează UCAAPI despre recomandările neînsușite de către conducătorul entității publice auditate, precum și despre consecințele acestora; 
e) raportează periodic asupra constatărilor, concluziilor și recomandărilor rezultate din activitățile sale de audit; 
f) elaborează raportul anual al activității de audit public intern; 
g) în cazul identificării unor iregularități sau posibile prejudicii, raportează imediat conducătorului entității publice și structurii de control intern abilitate. 
Despre auditul public intern se mai pot spune multe,îndeosebi cu privire la respectarea obiectivelor și mai ales la calitatea și statutul auditorilor angajați și asta în condițiile în care auditul statutar ca bază a auditului financiar general impune niște criterii de pregătire și perfecționare continuă a acestui personal ale cărui rapoarte de audit se apropie de o veritabilă lucrare științifică. Deocamdată ne vom opri aici însă întrucât suntem în sfera comentariilor pentru definirea conținutului și obiectivului auditului sub diferitele sale forme organizatorice.

## Auditul și controlul intern
Când se va vorbi despre audit, trebuie să se țină seama că la fel de dezvoltat este și auditul intern al marilor firme,companii și alte entități economice,care îmbină de fapt atributele auditului financiar cu cele ale controlului intern de gestiune,preluând,mai nou,și o serie de atribute ce aservesc managementul și interesele generale de profit și dezvoltare.
De fapt, acest audit intern (să-i spunem economic), la fel ca și cel public, continuă să se afle într-o anumită coabitare, dar și interferență cu controlul intern,(ca să nu mai amintim de controlul financiar intern sau reviziile contabile, sau controlul de gestiune, și altele, și celelaltele), așa că n-ar fi rău să mai încercăm a desluși câteva dintre relațiile acestora.
Pentru a lămuri această dilemă, după toate probabilitățile v-ar interesa să vedeți care sunt principalele direcții de acțiune ale controlului intern al oricărei entități, adică:
a). Protejarea activelor unității. 
b). Asigurarea fidelității și exactității informației contabile. 
c). Asigurarea respectării dispozițiilor întreprinderii. 
d). Promovarea eficacității exploatării . 
Între acestea, elementele de bază ale controlului intern,idiferent de natura unității persoana juridică, pot fi definite în următorul context : 
a). Existența unui plan de organizare, cuprinzând : 
- definirea cat mai precisa a sarcinilor ( fiecare trebuie sa stie ce trebuie sa faca)
- definirea limitelor de competenta si a raspunderilor, ceea ce presupune stabilirea unei ierarhii a cărei autoritate e indiscutabilă;
- circulația informațiilor : circuitele documentelor trebuie sa fie suficient de precise si elaborate pentru a exclude neglijenta și fantezia.

b). Competența și integritatea personalului sunt esențiale, mai ales la nivelul direcțiunii, pentru că deciziile pe care le iau responsabilii compartimentelor, bune sau rele, se repercutează asupra compartimentelor pe care le conduc; iar, în acest caz, existența unei documentații satisfacătoare se referă la : 
- producerea informațiilor : este recomandată existența unor instrucțiuni scrise, sub forma, de exemplu, a unui manual de proceduri ;
- arhivarea informațiilor : « memoria » unei întreprinderi este un element esential al controlului intern care,de altfel, conditioneaza toate controalele ulterioare.

Există foarte importante elemente in separarea sarcinilor în organizarea controlului intern al unei entități.Separarea sarcinilor este necesar a fi facută astfel încât să permită controlul reciproc al execuției lor. Este de dorit să se evite ca una și aceeași persoană să poată comite o eroare sau o inexactitate – iregularitate - având posibilitatea de a o ascunde sau fără ca altă persoană să aibă posibilitatea de a o ascunde sau fără ca altă persoană să aibă posibilitatea de a o descoperi.Separarea competențelor, dacă ele sunt mai mult sau mai puțin numeroase, în funcție de mărimea întreprinderii, trebuie să asigure întotdeauna separarea a trei funcții care, de regulă, se regăsesc în mai toate întreprinderile, respectiv cele privind: 
- realizarea obiectivelor întreprinderii;
- protejarea sau conservarea patrimoniului;
- înregistrarea operațiilor și contabilizarea lor;

În practica de zi cu zi, se confirmă faptul că în majoritatea cazurilor, auditul intern se efectuează de un compartiment de control din cadrul entității care efectuează verificări pentru aceasta; face parte din controlul intern al entității și are ca obiective de bază verificarea eficacității sistemelor contabile și de control intern. Dar auditul intern la o entitate se poate realiza și prin compartimente distincte ale acesteia și, după părerea noastră numai în acest caz, auditorul intern face parte din structurile funcționale ale entității economice sau sociale. În plus, auditul intern se poate realiza și pe baze contractuale cu o firmă de audit alta decât cea care efectuează auditul asupra situațiilor financiare ale acestei entități și în acest caz îmbracă
forma unei prestări de servicii de la care se pot aștepta mai multe rezultate.
Dar, în mod științific, auditul intern nu trebuie să se încurce cât de puțin cu controlul intern , chiar dacă  acestea se află în aceeași entitate, sau sunt coordonate de același director, și asta pentru că sunt lucruri diferite mai ales în ceea ce privește scopul urmărit. Așa după cum se știe sistemul de control intern reprezintă un ansamblu de politici și proceduri puse în aplicare de conducerea unei entități în vederea asigurării, în măsura posibilului, a unei gestionări riguroase și eficiente a activităților acesteia; implică respectarea politicilor de gestiune, protejarea activelor, prevenirea și detectarea fraudelor și erorilor, exactitatea și exhaustivitatea înregistrărilor contabile și stabilirea la timp a informațiilor financiare. Existența unui sistem de control intern rațional conceput și corect aplicat constituie o serioasă prezumție asupra fiabilității conturilor și a concordanței dintre datele contabilității și realitate , pentru că numai astfel se poate respecta disciplina financiară și ordinea economică. 
Orice firmă,societate ,corporație,companie,orice entitate privată rezonabilă nu se poate mulțumi însă numai cu propriul audit intern,oricât ar fi el de performant,ci este obligată de Lege și de acționari să fie supusă anual unui audit statutar efectuat în conformitate cu Standardele internaționale și Standardele Camerei Auditorilor Financiari din România, dându-se astfel viza cerută de bilanț și descărcarea de gestiune a Comitetului director și Consiliului de supraveghere.

## Reglementarea auditului
În înțelesul legii nr.672 din 19 dec.2002 termenii și expresiile de mai jos se definesc după cum urmează: 
a) audit public intern - activitatea funcțional independentă și obiectivă, care dă asigurări și consiliere conducerii pentru buna administrare a veniturilor și cheltuielilor publice, perfecționând activitățile entității publice; ajută entitatea publică să își îndeplinească obiectivele printr-o abordare sistematică și metodică, care evaluează și îmbunătățește eficiența și eficacitatea sistemului de conducere bazat pe gestiunea riscului, a controlului și a proceselor de administrare; 
b) control intern - ansamblul formelor de control exercitate la nivelul entității publice, inclusiv auditul intern, stabilite de conducere în concordanță cu obiectivele acesteia și cu reglementările legale, în vederea asigurării administrării fondurilor în mod economic, eficient și eficace; include, de asemenea, structurile organizatorice, metodele și procedurile; 
c) control financiar public intern - întregul sistem de control intern din sectorul public, format din sistemele de control ale entităților publice, ale altor structuri abilitate de Guvern și dintr-o unitate centrală care este responsabilă de armonizarea și implementarea principiilor și standardelor de control și audit; 

(1)Obiectivele auditului public intern sunt: 
a) asigurarea obiectivă și consilierea, destinate să îmbunătățească sistemele și activitățile entității publice; 
b) sprijinirea îndeplinirii obiectivelor entității publice printr-o abordare sistematică și metodică, prin care se evaluează și se îmbunătățește eficacitatea sistemului de conducere bazat pe gestiunea riscului, a controlului și a proceselor administrării. 

(2) Sfera auditului public intern cuprinde: 
a) activitățile financiare sau cu implicații financiare desfășurate de entitatea publică din momentul constituirii angajamentelor până la utilizarea fondurilor de către beneficiarii finali, inclusiv a fondurilor provenite din asistență externă; 
b) constituirea veniturilor publice, respectiv autorizarea și stabilirea titlurilor de creanță, precum și a facilităților acordate la încasarea acestora; 
c) administrarea patrimoniului public, precum și vânzarea, gajarea, concesionarea sau închirierea de bunuri din domeniul privat/public al statului ori al unităților administrativ-teritoriale; 
d) sistemele de management financiar și control, inclusiv contabilitatea și sistemele informatice      
aferente.

(3)Tipurile de audit sunt următoarele: 
a) auditul de sistem, care reprezintă o evaluare de profunzime a sistemelor de conducere și control intern, cu scopul de a stabili dacă acestea funcționează economic, eficace și eficient, pentru identificarea deficiențelor și formularea de recomandări pentru corectarea acestora; 
b) auditul performanței, care examinează dacă criteriile stabilite pentru implementarea obiectivelor și sarcinilor entității publice sunt corecte pentru evaluarea rezultatelor și apreciază dacă rezultatele sunt conforme cu obiectivele; 
c) auditul de regularitate, care reprezintă examinarea acțiunilor asupra efectelor financiare pe seama fondurilor publice sau a patrimoniului public, sub aspectul respectării ansamblului principiilor, regulilor procedurale și metodologice care le sunt aplicabile. 

(4) Exercitarea auditului
(1) Auditul public intern se exercită asupra tuturor activităților desfășurate într-o entitate publică, inclusiv asupra activităților entităților subordonate, cu privire la formarea și utilizarea fondurilor publice, precum și la administrarea patrimoniului public. 

(2) Compartimentul de audit public intern auditează, cel puțin o dată la 3 ani, fără a se limita la acestea, următoarele: 
a) angajamentele bugetare și legale din care derivă direct sau indirect obligații de plată, inclusiv din fondurile comunitare; 
b) plățile asumate prin angajamente bugetare și legale, inclusiv din fondurile comunitare; 
c) vânzarea, gajarea, concesionarea sau închirierea de bunuri din domeniul privat al statului ori al unităților administrativ-teritoriale; 
d) concesionarea sau închirierea de bunuri din domeniul public al statului ori al unităților administrativ-teritoriale; 
e) constituirea veniturilor publice, respectiv modul de autorizare și stabilire a titlurilor de creanță, precum și a facilităților acordate la încasarea acestora; 
f) alocarea creditelor bugetare; 
g) sistemul contabil și fiabilitatea acestuia; 
h) sistemul de luare a deciziilor; 
i) sistemele de conducere și control, precum și riscurile asociate unor astfel de sisteme; 
j) sistemele informatice. 

(5).Planul de audit
(1) Proiectul planului de audit public intern se elaborează de către compartimentul de audit public intern, pe baza evaluării riscului asociat diferitelor structuri, activități, programe/proiecte sau operațiuni, precum și prin preluarea sugestiilor conducătorului entității publice, prin consultare cu entitățile publice ierarhic superioare, ținând seama de recomandările Curții de Conturi. 
(2) Conducătorul entității publice aprobă anual proiectul planului de audit public intern. 
(3) Auditorul intern desfășoară audituri ad-hoc, respectiv misiuni de audit public intern cu caracter excepțional, necuprinse în planul anual de audit public intern, în condițiile prevăzute la art. 15. 

(6).Desfășurarea auditului
În realizarea misiunilor de audit auditorii interni își desfășoară activitatea pe bază de ordin de serviciu, emis de șeful compartimentului de audit public intern, care prevede în mod explicit scopul, obiectivele, tipul și durata auditului public intern, precum și nominalizarea echipei de auditare. 

(7).Alte reglementări
(1) Compartimentul de audit public intern notifică structura care va fi auditată, cu 15 zile înainte de declanșarea misiunii de audit; în notificare se precizează scopul, principalele obiective și durata misiunii de audit. 
(2) Compartimentul de audit public intern notifică, de asemenea, tematica în detaliu, programul comun de cooperare, precum și perioadele în care se realizează intervențiile la fața locului, conform normelor metodologice. 
(3) Auditorii interni au acces la toate datele și informațiile, inclusiv la cele existente în format electronic, pe care le consideră relevante pentru scopul și obiectivele precizate în ordinul de serviciu. 
(4) Personalul de conducere și de execuție din structura auditată are obligația să ofere documentele și informațiile solicitate, în termenele stabilite, precum și tot sprijinul necesar desfășurării în bune condiții a auditului public intern. 
(5) Auditorii interni pot solicita date, informații, precum și copii ale documentelor, certificate pentru conformitate, de la persoanele fizice și juridice aflate în legătură cu structura auditată, iar acestea au obligația de a le pune la dispoziție la data solicitată. Totodată auditorii interni pot efectua la aceste persoane fizice și juridice orice fel de reverificări financiare și contabile legate de activitățile de control intern la care acestea au fost supuse, care vor fi utilizate pentru constatarea legalității și a regularității activității respective. 
(6) Reprezentanților autorizați ai Comisiei Europene și ai Curții de Conturi Europene li se asigură drepturi similare celor prevăzute pentru auditorii interni, cu scopul protejării intereselor financiare ale Uniunii Europene; aceștia trebuie să fie împuterniciți în acest sens printr-o autorizație scrisă, care să le ateste identitatea și poziția, precum și printr-un document care să indice obiectul și scopul controlului sau al inspecției la fața locului. 
(7) Ori de câte ori în efectuarea auditului public intern sunt necesare cunoștințe de strictă specialitate, conducătorul compartimentului de audit public intern poate decide asupra oportunității contractării de servicii de expertiză/consultanță din afara entității publice. 

(7).Finalizarea auditului
(1) Auditorii interni elaborează un proiect de raport de audit public intern la sfârșitul fiecărei misiuni de audit public intern; proiectul de raport de audit public intern reflectă cadrul general, obiectivele, constatările, concluziile și recomandările. Raportul de audit public intern este însoțit de documente justificative. 
(2) Proiectul de raport de audit public intern se transmite la structura auditată; aceasta poate trimite, în maximum 15 zile de la primirea raportului, punctele sale de vedere, care vor fi analizate de auditorii interni. 
(3) În termen de 10 zile de la primirea punctelor de vedere compartimentul de audit public intern organizează reuniunea de conciliere cu structura auditată, în cadrul căreia se analizează constatările și concluziile, în vederea acceptării recomandărilor formulate. 
(4) Șeful compartimentului de audit public intern trimite raportul de audit public intern finalizat, împreună cu rezultatele concilierii, conducătorului entității publice care a aprobat misiunea, pentru analiză și avizare; pentru instituția publică mică, raportul de audit public intern este transmis spre avizare conducătorului acesteia. După avizare recomandările cuprinse în raportul de audit public intern vor fi comunicate structurii auditate. 
(5) Structura auditată informează compartimentul de audit public intern asupra modului de implementare a recomandărilor, incluzând un calendar al acestora. Șeful compartimentului de audit public intern informează UCAAPI sau organul ierarhic superior, după caz, despre recomandările care nu au fost avizate; aceste recomandări vor fi însoțite de documentația de susținere. 
(6) Compartimentul de audit public intern verifică și raportează UCAAPI sau organului ierarhic superior, după caz, asupra progreselor înregistrate în implementarea recomandărilor. 
ANEXE:

Auditorii interni – alte reguli 
(1) Auditorii interni care sunt funcționari publici sunt selectați și au drepturile, obligațiile și incompatibilitățile prevăzute de Statutul funcționarilor publici. 
(2) Numirea sau revocarea auditorilor interni se face de către conducătorul entității publice, respectiv de către organul colectiv de conducere, cu avizul conducătorului compartimentului de audit public intern. 
(3) Auditorii interni au un nivel de salarizare corespunzător ierarhiei acestei funcții în cadrul sistemului de salarizare a funcționarilor publici; totodată auditorii interni beneficiază de un spor pentru complexitatea muncii de 25%, aplicat la salariul de bază brut lunar. 
(4) Pentru auditorii interni care nu sunt funcționari publici selectarea, stabilirea drepturilor și obligațiilor se fac în concordanță cu regulamentele proprii de funcționare a entității publice, precum și cu prevederile prezentei legi. 

Auditorii – reguli finale
(1) Auditorii interni trebuie să își îndeplinească atribuțiile în mod obiectiv și independent, cu profesionalism și integritate, conform prevederilor prezentei legi și potrivit normelor și procedurilor specifice activității de audit public intern. 
(2) Pentru acțiunile lor, întreprinse cu bună-credință în exercițiul atribuțiilor și în limita acestora, auditorii interni nu pot fi sancționați sau trecuți în altă funcție. 
(3) Auditorii interni nu vor divulga nici un fel de date, fapte sau situații pe care le-au constatat în cursul ori în legătură cu îndeplinirea misiunilor de audit public intern. 
(4) Auditorii interni sunt responsabili de protecția documentelor referitoare la auditul public intern desfășurat la o entitate publică. 
(5) Răspunderea pentru măsurile luate în urma analizării recomandărilor prezentate în rapoartele de audit aparține conducerii entității publice. 
(6) Auditorii interni trebuie să respecte prevederile Codului privind conduita etică a auditorului intern. 
(7) Auditorii interni au obligația perfecționării cunoștințelor profesionale; șeful compartimentului de audit public intern, respectiv conducerea entității publice, va asigura condițiile necesare pregătirii profesionale, perioada destinată în acest scop fiind de minimum 15 zile pe an.

## Sursa
Material cules din bibliografia de mai jos enunțată și sistematizată de EXPERTUL președinte al Clubului Universitarilor Liberi.)